# Luksemburscy posłowie do Parlamentu Europejskiego 1999–2004
Luksemburscy posłowie V kadencji do Parlamentu Europejskiego zostali wybrani w wyborach przeprowadzonych 13 czerwca 1999.

## Lista posłów
Wybrani z listy Chrześcijańsko-Społecznej Partii Ludowej
- Jacques Santer
- Astrid Lulling, poseł do PE od 16 września 1999

Wybrani z listy Luksemburskiej Socjalistycznej Partii Robotniczej
- Robert Goebbels
- Jacques Poos

Wybrana z listy Partii Demokratycznej
- Colette Flesch, poseł do PE od 7 sierpnia 1999

Wybrany z listy Zielonych
- Claude Turmes

Byli posłowie V kadencji do PE
- Charles Goerens (wybrany z listy PD), do 6 sierpnia 1999
- Viviane Reding (wybrana z listy CSV), do 15 września 1999